# Hydaspitherium
Hydaspitherium es un género extinto de mamífero jiráfido que vivió en el sur de Asia durante el Mioceno.
Los jiráfidos son representados en el Mioceno tardío de la colinas Siwaliks por grandes sivaterinos tales como Sivatherium, Bramatherium, Helladotherium e Hydaspitherium. Se ha propuesto que Hydapitherium es un sinónimo más moderno de Bramatherium. La especie H. megacephalum se restringe a la Formación Dhok Pathan (33°36′N 72°30′E / 33.6, 72.5, paleocoordenadas 30°54′N 73°54′E / 30.9, 73.9) en el norte de Pakistán.
Cuatro especies separadas de Hydaspitherium fueron descritas desde su descubrimiento, pero Bhatti, Khan y Akhtar, 2012 concluyó que sus diferencias pueden ser explicadas por el dimorfismo sexual y la variabilidad dentro de la especie: H. birmanicum (Pilgrim, 1910) se basa solo en un molar derecho superior. H. grande (Lydekker, 1878) y H. magnum (Pilgrim 1910) son solo algo mayores que H. megacephalum y la variación en su dentición no apoya la idea de que sean taxones separados. Bhatti et al. 2012 aceptaron que hay dos especies en los Siwaliks: la más pequeña, H. megacephalum y la mayor, H. grande, hasta que se recolecte más material de este género.